# Eisenbahnverein
Ein Eisenbahnverein ist eine juristische Person, in Deutschland in der Regel mit dem Zusatz e. V. für einen im Vereinsregister eingetragenen Verein, mit der Zielsetzung, zur Erhaltung, Bewahrung und zum Betrieb von Eisenbahnen oder zum Erhalt der Erinnerung an Eisenbahnanlagen oder Eisenbahntechnik beizutragen.

## Geschichte
Historisch waren Eisenbahnvereine Zusammenschlüsse von Eisenbahnern, um gemeinsam soziale, kulturelle und gesellige Zwecke zu verfolgen. Sie bestanden reichsweit und wurden zu Beginn des 20. Jahrhunderts von den Eisenbahnverwaltungen in Deutschland stark gefördert, um den aufstrebenden Gewerkschaften eine obrigkeitsfreundlichere Organisation entgegenzustellen. Sie waren in örtlichen Vereinen organisiert, die wiederum auf Direktionsebene einen Verband bildeten und in einem Reichsverband der Eisenbahnvereine zusammengeschlossen waren. Auch in der Weimarer Republik waren sie weiter aktiv, wobei sich der Schwerpunkt zunehmend auf den geselligen Bereich – etwa gemeinsame Ausflüge – verlagerte. Aber die Vereine kümmerten sich auch etwa um günstige Tarife bei Versicherungen für ihre Mitglieder.

## Schwerpunkte
Schwerpunkte von Eisenbahnvereinen sind:
- Bewahrung von Zeitzeugnissen, Dokumenten, Zeichnungen in Archiven
- Erhaltung von Schienenfahrzeugen und museale Präsentation
- Erhaltung von Infrastrukturanlagen früherer Eisenbahnstrecken (Gebäude, Brücken etc.) und Nutzung als Domizil für weitere Ausstellungsstücke
- Aufarbeitung von Schienenfahrzeugen (in der Regel unter musealen und technikhistorischen Ansprüchen) und Einsatz im Zugbetrieb
- Unterhaltung der Eisenbahninfrastrukturanlagen für einen Museumsbahnbetrieb
- Durchführung von Museumsbahnbetrieb

Für diese Schwerpunkte besteht zumeist ein regionaler musealer Bezug, der vielen Museumsbahnvereinen eine regionalgeschichtliche und eine technikhistorische Ausrichtung verschafft.

## Entstehung und Mitgliederschaft
Eisenbahnvereine entstehen in der Regel mit Bezug auf einen konkreten, in der lokalen oder regionalen Sichtweise und aus technischen Gesichtspunkten besonders erhaltenswerten Gegenstand. Die Vereinstätigkeit weitet sich zumeist auf einen thematischen Themenschwerpunkt aus, der direkt in Form von Eisenbahnmuseen oder Museumsbahnen oder indirekt durch Publikationen der Öffentlichkeit präsentiert wird.
Eisenbahnvereine rekrutieren ihre Mitgliederschaft aus Eisenbahnfreunden, die neben ihrer persönlichen Interessenlage für das Thema Eisenbahn auch eine aktive Mitwirkung bei konkreten Projekten anstreben. Viele Vereinsmitglieder kommen dabei zunächst über die Modelleisenbahn mit diesem Hobby aktiv in Verbindung. Daher besteht bei vielen Eisenbahnvereinen auch eine aktive Modelleisenbahner-Abteilung, manche Eisenbahnvereine vereinen beide Schwerpunktbereiche gleichberechtigt in ihrer Organisation.
Abhängig von ihren Aktivitätsfeldern entwickeln sich Eisenbahnvereine zu orts- und regionsbestimmenden Einrichtungen, da sie durch den Bezug auf eine regionale Eisenbahnstrecke auch über eine entsprechende räumliche Präsenz verfügen.
In den Vereinen wird in der Regel zwischen aktiven und passiven bzw. fördernden Mitgliedern unterschieden. Die Aktiven machen meist einen Anteil zwischen 5 % und 20 % der gesamten Mitgliederschaft aus und sorgen für die operative Arbeit des Vereins. Die Fördermitglieder werden als sehr wesentliche moralische und Lobby-Unterstützung ebenfalls dringend benötigt und sorgen mit ihrer Mitgliedschaft (und dem Mitgliedsbeitrag) für die entsprechende Außenwirkung des Vereins.
Der erste deutsche Museumsbahnverein wurde 1966 gegründet. Der Deutsche Eisenbahn-Verein e. V. (DEV) betreibt heute das Niedersächsische Kleinbahnmuseum und die Museumsbahn Bruchhausen-Vilsen–Asendorf. In England entstanden erste, den deutschen Vereinen vergleichbare Eisenbahnvereine bereits Ende der 1950er Jahre.
In den fünf ostdeutschen Bundesländern entstanden auf der Grundlage des bundesdeutschen Vereinsgesetzes viele Eisenbahnvereine nach 1990 als Neugründung, aber teils auch mit einer älteren Geschichte aus nichtstaatlich organisierten Gruppen, ehemaligen Arbeitsgemeinschaften des Deutschen Modelleisenbahn-Verbands der DDR (DMV) (z. B. Traditionsbahn Radebeul) oder aus Gruppen des Kulturbundes der DDR (z. B. Preßnitztalbahn).

## Finanzen
Eisenbahnvereine finanzieren die Vereinsziele und Tätigkeitsfelder in der Regel durch folgende Quellen:
- Mitgliedsbeiträge (Bandbreite ab 1,- € im Monat bis zu unbegrenzter Höhe bei gesetztem Mindestlimit entsprechend der jeweiligen Beitragsregelung)
- Spenden (für allgemeine Ziele des Vereins oder projektbezogen)
- Zuwendungen von Sponsoren
- Einnahmen aus Veranstaltungen, Museumsbetrieb, Museumsbahnbetrieb
- Einnahmen aus wirtschaftlichen Geschäftsbetrieben (Speisewagenbetrieb, Souvenirverkauf)

Eisenbahnvereine haben regelmäßig keinen Anspruch auf öffentliche Mittel, für spezielle Projekte oder Investitionsvorhaben können jedoch aufgrund ihrer Außenwirkung verschiedene Fördermöglichkeiten aus Mitteln der Gebietskörperschaften, Bundesländer oder der EU erschlossen werden.

## Organisation
Die interne Organisation der Eisenbahnvereine entspricht den Forderungen des Vereinsgesetzes, angepasst auf die jeweiligen Themenschwerpunkte mit besonderen Funktionsbereichen im Vorstand und internen, regionalen Gliederungen.
Vereine, die gleichzeitig Betreiber einer Eisenbahninfrastruktur sind oder als Eisenbahnverkehrsunternehmen benötigen neben dem Nachweis der Zuverlässigkeit, auf langfristigkeit ausgelegten Geschäftstätigkeit auch die entsprechende fachliche Qualifikation einer Eisenbahnbetriebsleitung.
Eisenbahnvereine sind aufgrund ihrer umfangreichen Berührungspunkte zu anderen gleichartigen Vereinen, den Genehmigungs- und Zulassungsbehörden sowie zur Deutschen Bahn AG bereits frühzeitig an einer gemeinsamen Interessenvertretung interessiert gewesen.
Einige Jahre vor 1993 wurde im Bundesverband Deutscher Eisenbahn-Freunde (BDEF) ein separater Arbeitskreis Museumsbahnen geschaffen, nachdem vorher bereits über viele Jahre Modellbahnvereine und Eisenbahnvereine gemeinsam in den Gremien des Verbandes wirkten. Im Frühjahr 1993 ging aus dem Arbeitskreis Museumsbahnen der Verband deutscher Museums- und Touristikbahnen (VDMT) hervor, der heute einen Teil der in Deutschland tätigen Eisenbahnvereine repräsentiert.